# تروفيو ألكوديا-بورت دالكوديا 2021
تروفيو ألكوديا-بورت دالكوديا 2021 (بالإسبانية: Trofeo Alcudia-Port d'Alcudia 2021)‏ هو سباق دراجات هوائية من فئة سباق يوم واحد، وهو الموسم رقم 30 من تروفيو بالما، وأقيم في 16 مايو 2021، وامتدّ لمسافة 169.8 كيلومتر، وضمن سباقات طواف أوروبا للدراجات 2021، وشارك فيه 161 متسابقاً ووصل إلى نهايته 152 متسابقاً.
فاز بالمركز الأول أندريه جريبيل، وبالمركز الثاني ألكسندر كريستوف، وبالمركز الثالث Christophe Noppe ‏.

## الفرق
| فرق عالمية (6)- Cofidis - Qhubeka Assos - Movistar Team - Intermarché-Wanty-Gobert Matériaux - Israel Start-Up Nation - UAE Team Emirates فرق برو (10)- Arkéa-Samsic - 2021 بي آند بي هوتيلز ‏ - Bardiani CSF Faizanè - برجس بي إتش 2021 ‏ - كاجا رورال-سيغوروس 2021 ‏ - كيرن فارما 2021 ‏ - أوسكالتيل أوسكادي 2021 ‏ - غازبروم روسفيلو 2021 ‏ - Rally Cycling - سبورت فلاندرين بالويس 2021 ‏ فرق قارية (6)- جيوس كيوي أتلانتيكو 2021 ‏ - بايك أيد 2021 ‏ - دونر أكون 2021 ‏ - إلكترو هايبر يوروبا 2021 ‏ - Leopard TOGT Pro Cycling ‏ - مالوجا بوشبيكرز 2021 ‏ فرق وطنية (2)- فريق سويسرا لركوب الدراجات 2021 ‏ - فريق المملكة المتحدة لركوب الدراجات للرجال 2021 ‏ |  |
| |  |

## التصنيف العام النهائي
| التصنيف العام         | التصنيف العام             | التصنيف العام   | التصنيف العام                                    | التصنيف العام |
| العداء                | العداء                    | البلد           | الفريق                                           | الوقت         |
| --------------------- | ------------------------- | --------------- | ------------------------------------------------ | ------------- |
| 1                     | أندريه جريبيل             | ألمانيا         | إسرائيل - بريمير تيك                             | 3 س 50 د 24 ث |
| 2                     | ألكسندر كريستوف           | النرويج         | فريق الإمارات                                    | + 0 ث         |
| 3                     | Christophe Noppe ‏         | بلجيكا          | فورتنيو سامسيك                                   | + 0 ث         |
| 4                     | ريناردت جانس فان رينسبورغ | جنوب أفريقيا    | Qhubeka Assos                                    | + 0 ث         |
| 5                     | Gabriel Cullaigh ‏         | المملكة المتحدة | موفيستار                                         | + 0 ث         |
| 6                     | هوغو هوفستيتر             | فرنسا           | إسرائيل - بريمير تيك                             | + 0 ث         |
| 7                     | Giovanni Lonardi ‏         | إيطاليا         | بردياني سي إس إف فايزاني                         | + 0 ث         |
| 8                     | Tom Devriendt ‏            | بلجيكا          | انترمارشي وانتي جوبيرت ماتيرو                    | + 0 ث         |
| 9                     | Xavier Cañellas ‏          | إسبانيا         | جيوس كيوي أتلانتيكو ‏                             | + 0 ث         |
| 10                    | Ethan Vernon ‏             | المملكة المتحدة | فريق المملكة المتحدة لركوب الدراجات للرجال 2021 ‏ | + 0 ث         |
| مصدر: ProCyclingStats |                           |                 |                                                  |               |

## وصلات خارجية
- الموقع الرسمي
- لمحة عن سباق تروفيو ألكوديا-بورت دالكوديا 2021 على موقع  ProCyclingStats   (برو  سايكلنج  ستاتس) - إحصاءات  محترفي  الدراجات.
- تروفيو ألكوديا-بورت دالكوديا 2021 على موقع إحصائيات الدراجات الإحترافية (الإنجليزية)